# Manzano Amargo
Manzano Amargo es una localidad argentina del departamento Minas, en la provincia del Neuquén.

## Características
Manzano Amargo se encuentra ubicado a 1200 m s. n. m., asentado en un valle fértil e irrigado sobre las márgenes del transparente río Neuquén. Se ubica en el Departamento Minas, en el norte de la provincia del Neuquén, a 18 km de Varvarco, a 40 km de Las Ovejas, a 80 km de la cabecera de departamento Andacollo y a 527 km de la capital provincial.
Actualmente la principal actividad económica de Manzano Amargo es la forestación, donde se emplea la mayor parte de la fuerza laboral de la localidad. Se han logrado totalizar más de 3000 hectáreas forestadas con pino ponderosa. Otra importante actividad económica es la ganadería caprina-bovina en pequeña escala y en la modalidad de invernada y veranada. Durante los últimos años el turismo ha tenido un importante desarrollo. Principalmente generado por la inversión en infraestructura, hospedajes en forma de cabañas y la promoción a nivel provincial y nacional. El pueblo se encuentra en una región de increíble belleza que, seguramente, será favorecida con el flujo turístico en los próximos años, lo que permite imaginar un destino exitoso en esta actividad.

## Población
Contó con 461 habitantes (Indec, 2010), lo que representó un ascenso frente a los 344 habitantes (Indec, 2001) del censo anterior.
La población se compuso de 241 varones y 220 mujeres, lo que arrojó un índice de masculinidad del 109.55%. En tanto, las viviendas pasaron a ser 170.
Según el censo 2022 se conoció una población dentro del municipio de 728 habitantes y 374 viviendas.Estos datos la convierten en la segunda Comisión de Fomento más poblada de la provincia. 
| Gráfica de evolución demográfica de Manzano Amargo entre 1991 y 2022 |
|                                                                      |
| Fuente: Censos nacionales del INDEC                                  |

## Historia
El nombre de la localidad se debe a un manzano que se encuentra en el lugar de más de 120 años y que tiene frutos amargos. 
En la zona hubo pobladores desde fines del siglo XIX. La localidad surge en 1978, ante la necesidad de detener el éxodo de los habitantes de la zona hacia el Alto Valle de Río Negro y Neuquén en busca de mejores horizontes, pero su fundación oficial como Comisión de Fomento se produjo en 1988 por decreto N.º 1565, emitido por el entonces gobernador de la provincia Ing. Pedro Salvatori.

## Clima
El clima de Manzano Amargo se clasifica como templado con estación lluviosa invernal. Este clima es considerado Csb según la clasificación climática de Köppen-Geiger. La temperatura media anual en Manzano Amargo se encuentra a 10,1 °C. La precipitación es de 731 mm al año; la mayor cantidad de precipitación ocurre en junio, con un promedio de 142 mm; mientras que la menor es en enero. Las temperaturas son más altas en promedio en enero, alrededor de 25,7 °C. Las temperaturas medias más bajas del año se producen en julio, cuando está  entre 3 y -12 °C; la temperatura más baja registrada fue de -25 °C.

## Servicios
En la localidad se pueden encontrar los siguientes servicios:
- Puesto sanitario
- Destacamento policial
- Comisión de Fomento
- Cajero Red Link
- Escuela primaria N.º 253
- Escuela secundaria C.P.E.M. N.º 95
- WiFi gratuito: plaza municipal y en el NAC (núcleo de acceso al conocimiento)
- Telefonía móvil: Claro Arg
- Comercios: ferretería, librería y kioscos
- Cabañas, alquileres y excursiones
- Casa de comidas y rotisería

## Atractivos
La localidad se distingue por su principal atractivo, Cascada la Fragua, ubicada a 4 km del centro del pueblo. En esta zona se encuentran las lagunas La Leche, Varvarco Campo y Varvarco Tapia, que figuran entre los mejores pesqueros de la provincia. A estos se les suman el río Pichi Neuquén, Neuquén y los arroyos Curamileo y Ranquileo.
- Cascada La Fragua: tiene 40 m de altura y es alimentada por el arroyo homónimo. Se encuentra a 4 km de Manzano Amargo por la RP 54, camino a Pichi Neuquén. Su nombre se debe al sonido del agua al caer sobre las piedras, que recuerda al de una fragua.
- Los Chenques, cavernas o cuevas utilizadas antiguamente como viviendas o corral de animales.

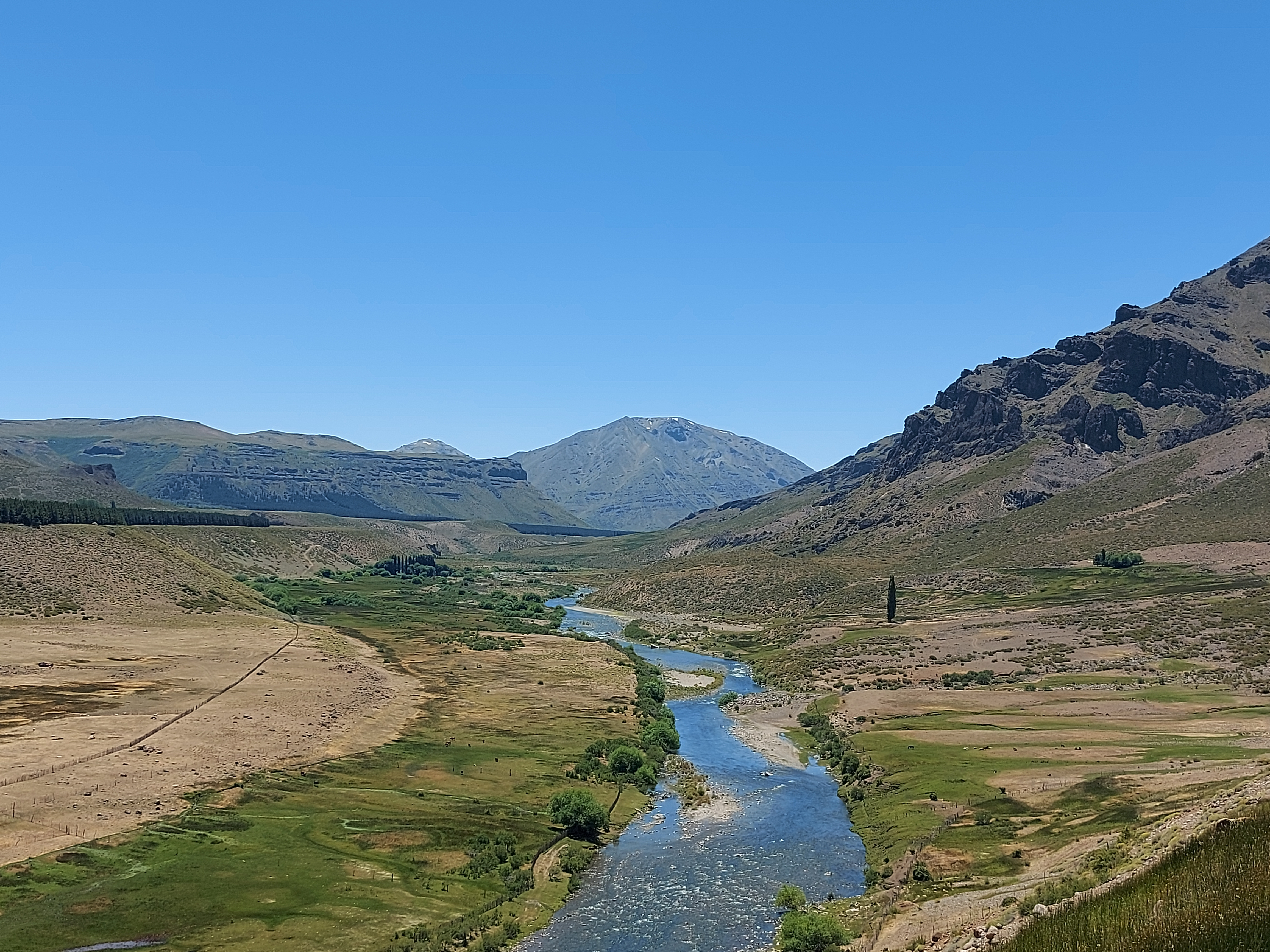
Vista del río Neuquén a 6 km de Manzano Amargo

- Vista del río Neuquén a 6 km de Manzano AmargoEl río Neuquén, cuyas nacientes están a unos 75 km al norte de Manzano Amargo. Permite la pesca deportiva de perca y truchas arco iris, marrón y fontinalis. También se realizan flotadas en algunos sectores del río.
- Cerro La Cruz, que cuenta con un mirador a 1400 m s. n. m. y al cual se llega después de una caminata por sendero de aproximadamente 50 minutos.

También se puede optar por internarse aún más por los caminos que remontan el curso superior de los ríos Nahueve, Neuquén, Pichi Neuquén y Varvarco, como también a los arroyos Ranquileo y Curamileo. Así se accede a hermosos rincones donde se puede realizar pesca deportiva de truchas.
La laguna Varvarco Tapia se encuentra a 70 km de Manzano Amargo por RP 54 y a 6 km más se halla la laguna Varvarco Campos. Permiten la pesca deportiva en un hermoso entorno. Hay que averiguar el estado del camino antes de salir. ().